# Zancleopsis elegans
Zancleopsis elegans är en nässeldjursart som beskrevs av Bouillon 1978. Zancleopsis elegans ingår i släktet Zancleopsis och familjen Zancleopsidae. Inga underarter finns listade i Catalogue of Life.